# 프로비덴시아섬

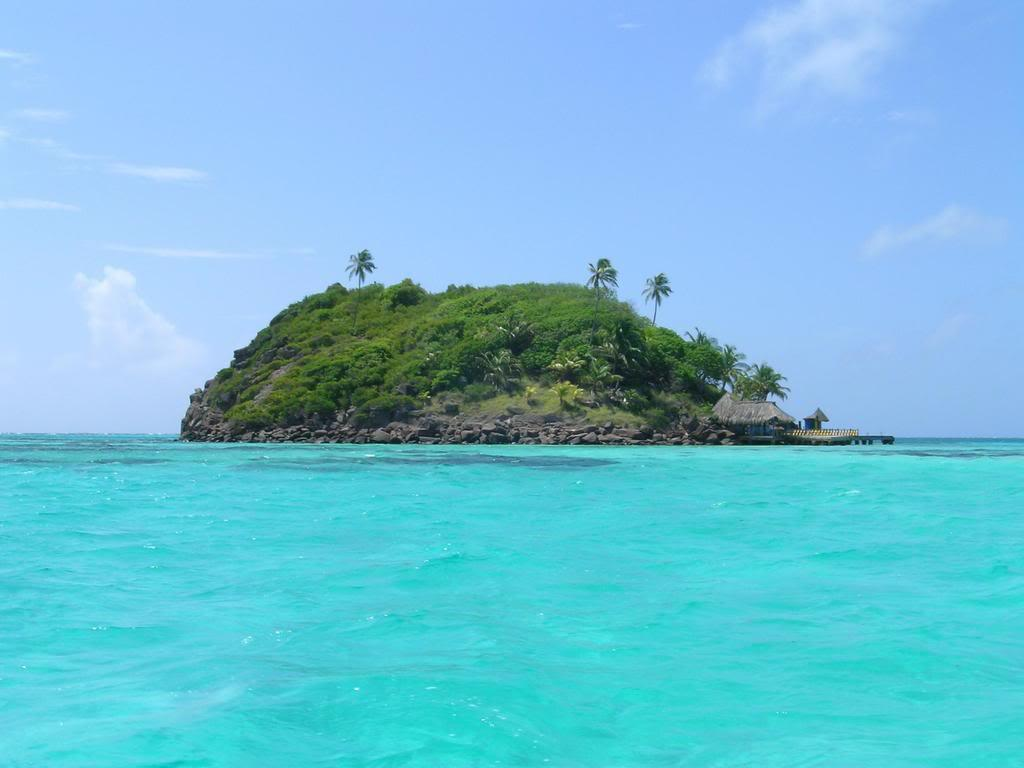
프로비덴시아섬

프로비덴시아섬(Providencia Island)는 카리브해에 위치한 콜롬비아 영토의 화산 산악의 섬이다. 니카라과에서 240km에 위치한 산안드레스섬 바로 북쪽에 있는 섬이다.